# Dziecko Grufołaka
Dziecko Grufołaka – krótkometrażowy film animowany dla dzieci z 2009, sequel filmu Grufołak ekranizacja książki Julii Donaldson Dziecko Gruffalo.

## Fabuła
Grufołak opowiada synowi swoją historię, przedstawiając ją w nieco innym świetle. Zaciekawione stworzenie wyrusza w nocy na poszukiwanie „wielkiej złej myszy”. Po drodze spotyka te same zwierzęta, które pojawiły się w części pierwszej (czyli lisa, sowę i węża). Wkrótce dociera do niewielkiej myszki, która tylko z pozoru wydaje mu się spokojna.

## Obsada

### W wersji oryginalnej
- Dziecko Grufołaka – Shirley Henderson
- Mama wiewiórek – Helena Bonham Carter
- Mysz – James Corden
- Lis – Tom Wilkinson
- Sowa – John Hurt
- Wąż – Rob Brydon
- Grufołak – Robbie Coltrane
- Mała wiewiórka (chłopiec) – Sam Lewis
- Mała wiewiórka (dziewczynka) – Phoebe Givron-Taylor

### W wersji polskiej
Wersja polska: SDI Media Polska
Reżyseria: Joanna Węgrzynowska-Cybińska
Dialogi: Joanna Serafińska
Dubbing:
- Dziecko Grufołaka – Karolina Jakubowska
- Mama wiewiórek – Aneta Todorczuk-Perchuć
- Mysz – Waldemar Barwiński
- Lis – Miłogost Reczek
- Sowa – Stefan Knothe
- Wąż – Wojciech Machnicki
- Grufołak – Zbigniew Konopka
- Mała wiewiórka (chłopiec) – Jakub Jankiewicz
- Mała wiewiórka (dziewczynka) – Maja Konkel

Lektor: Artur Kaczmarski